# Noordelijke boomgrens
De noordelijke boomgrens of arctische boomgrens is een ecologische grenslijn op het noordelijk halfrond. Ten noorden van deze grenslijn groeien geen bomen vanwege de lage temperatuur.
De noordelijke boomgrens is meestal geen strakke lijn maar een grijs gebied waar onvolgroeide bomen en dwergbomen groeien. In het toendra-gebied ten noorden van de grens komen alleen dwergstruiken voor.
De grens loopt door Noorwegen, Zweden, Finland, Rusland, Alaska, Canada en Groenland, tussen ongeveer 40° NB en 70° NB. De grenstemperatuur die de boomgrens bepaalt is een gemiddelde julitemperatuur van ongeveer 10°C.
Onderzoek lijkt uit te wijzen dat de noordelijke boomgrens verder naar het noorden aan het opschuiven is als resultaat van klimaatverandering, vooral door de opwarming van de aarde. Verschuiving van de boomgrens zal naar verwachting een drastisch effect hebben op de biodiversiteit van het arctisch gebied, en mogelijk de klimaatverandering mede beïnvloeden.